# Nitesh Tiwari
Nitesh Tiwari, né à Itarsi (Inde), est un scénariste et réalisateur indien de Bollywood.

## Filmographie
- 2011 : Chillar Party (en) (coréalisé et scénarisé avec Vikas Bahl)
- 2014 : Bhoothnath Returns (en)
- 2016 : Dangal (दंगल)

## Récompenses et distinctions
- National Film Awards 2012 : pour Chillar Party (2011), prix reçus conjointement avec Vikas Bahl :
  - Golden Lotus
  - Meilleur scénario